# Awi (zona)
Awi  è una delle zone amministrative in cui è suddivisa la Regione degli Amara in Etiopia.

## Woreda
La zona è composta da 12 woreda:
- Ankasha
- Ayehu Guwagusa
- Banja
- Chagni town
- Dangila
- Dangila town
- Fagta Lakoma
- Guagusa Shikudad
- Guangua
- Injibara town
- Jawi
- Zigem